# Claus Frederik Gude
Claus Frederik Gude (22. november 1714 i København – 17. februar 1777 i Slagelse) var en dansk officer, søn af schoutbynacht Henrik Clausen Gude (1667-1730) og Elisabeth Holling (d. 1734).

## Biografi
Gude blev udnævnt til:
- Kadet, 1729.
- Fændrik, 1735.
- Ritmester, 1738.
- Major, 1747.
- Oberstløjtnant 1756.
- Oberst, 1761.
- Generalmajor, 1773.

### Tjenestesteder
- Neubergs gevorbne rytterregiment, 1735.
- 3. jyske kavalleriregiment, 1738.
- Neubergs regiment, 1748
- Holstenske ryttere, 1763
- Holstenske kyrasserer, 1767
- Holstenske dragoner, hvor han roses som en pligtopfyldende og særdeles duelig rytterofficer.
- Chef for 1. sjællandske rytter-regiment, 1773

## Ægtestand
- Gude døde ugift, 1777.